# Robert Sahlberg
Olof Wilhelm Robert Sahlberg, född den 29 mars 1837 i Stockholm, död där den 6 juli 1922, var en svensk schackförfattare.
Sahlberg var från 1876 innehavare av ett antikvariat i Stockholm. Han var flitigt verksam som författare på schackspelets område. Bland hans bidrag till schacklitteraturen märks Handledning i schackspel (1876, bearbetad efter Simon Portius), Teoretisk och praktisk lärobok i schackspelet (1885, översatt och bearbetad efter Johannes Minckwitz arbete med ett tillägg, "Några minnen och iakttagelser rörande schacklifvet i Sverige") och den andra översedda upplagan av den svenska översättningen av William Lewis Schack för begynnare (1886; första upplagan utkom 1851).